# FK Volna Pinsk
Maillots
Le Futbolny Klub Volna Pinsk, plus couramment abrégé en FK Volna Pinsk (en russe : ФК Волна Пинск) ou FK Khvalia Pinsk (en biélorusse : ФК Хваля Пінск), est un club biélorusse de football fondé en 1987 et basé dans la ville de Pinsk.

## Histoire
Fondé en 1987 sous le nom Kommounalnik, le club fait son entrée dans la deuxième division du championnat de la RSS de Biélorussie en 1991, remplaçant le Machinostroïtel qui représentait auparavant la ville. Finissant deuxième de la division derrière le Luch Minsk, la fin des championnats soviétiques et l'établissement des compétitions de la Biélorussie indépendante en 1992 voit l'équipe être intégrée au sein de la nouvelle deuxième division biélorusse, dont il termine troisième derrière le Dinamo-2 Minsk et le Chinnik Babrouïsk.
Devenant par la suite comme un habitué du haut de classement, le club ne parvient cependant jamais à faire mieux qu'une deuxième position en 1995, année qui le voit se qualifier pour le barrage de promotion face au Chinnik Babrouïsk, avant-dernier de première division, qui débouche cependant sur une défaite du club, qui malgré une victoire 2-0 à l'extérieur lors du match aller finit par être vaincu à domicile lors du match retour sur le score de 3-0.
Notamment renommé Pinsk-900 à partir de 1997, l'équipe finit par être reléguée à l'issue de la saison 1999 après avoir terminé quinzième et avant-dernier. Elle passe ensuite trois saisons en troisième division avant de faire son retour au deuxième échelon en 2003 et d'être relégué aussitôt après avoir fini dernier. Obtenant une nouvelle fois la promotion à l'issue de l'exercice 2005, le club se renomme dans la foulée Volna et grimpe progressivement au classement de la deuxième division à partir de 2006, atteignant la deuxième position en 2009, à treize points cependant du premier le Belchina Babrouïsk, qui est l'unique promu dans l'élite. Ses résultats retombent par la suite et après cinq saisons en milieu de classement, le Volna est à nouveau relégué à l'issue de l'exercice 2014. Son passage en troisième division ne dure à nouveau que deux ans et le club fait son retour au deuxième échelon en 2017 après avoir remporté le championnat.

## Bilan sportif

### Palmarès
| Compétitions nationales                                                                                     |
| --- |
| - Championnat de Biélorussie de troisième division (1) : - Champion : 2016. - Vice-champion : 2002 et 2005. |

### Bilan par saison
Légende
- Promotion en division supérieure.
- Relégation en division inférieure.

| Saison    | Championnat | Championnat | Championnat | Championnat | Championnat | Championnat | Championnat | Championnat | Championnat | Championnat | Coupe de Biélorussie |
| Saison    | Division    | Pos         | Pts         | J           | V           | N           | D           | BP          | BC          | Diff        | Coupe de Biélorussie |
| --------- | ----------- | ----------- | ----------- | ----------- | ----------- | ----------- | ----------- | ----------- | ----------- | ----------- | -------------------- |
| 1992      | 2e          | 3e          | 20          | 15          | 8           | 4           | 3           | 20          | 13          | +7          | Premier tour         |
| 1992-1993 | 2e          | 5e          | 34          | 30          | 15          | 4           | 11          | 52          | 40          | +12         | Quarts de finale     |
| 1993-1994 | 2e          | 3e          | 40          | 28          | 17          | 6           | 5           | 58          | 21          | +37         | Huitièmes de finale  |
| 1994-1995 | 2e          | 3e          | 40          | 30          | 16          | 8           | 6           | 45          | 26          | +19         | Seizièmes de finale  |
| 1995      | 2e          | 2e          | 32          | 16          | 10          | 2           | 3           | 24          | 16          | +8          | Seizièmes de finale  |
| 1996      | 2e          | 5e          | 38          | 24          | 10          | 8           | 6           | 40          | 19          | +21         | Seizièmes de finale  |
| 1997      | 2e          | 8e          | 44          | 30          | 12          | 8           | 10          | 43          | 36          | +7          | Seizièmes de finale  |
| 1998      | 2e          | 3e          | 59          | 30          | 17          | 8           | 5           | 54          | 22          | +32         | Seizièmes de finale  |
| 1999      | 2e          | 15e         | 26          | 30          | 6           | 8           | 16          | 33          | 50          | -17         | Seizièmes de finale  |
| 2000      | 3e groupe B | 6e          | 19          | 16          | 5           | 4           | 7           | 17          | 24          | -7          | Seizièmes de finale  |
| 2001      | 3e          | 7e          | 54          | 34          | 17          | 3           | 14          | 61          | 37          | +24         | Seizièmes de finale  |
| 2002      | 3e          | 2e          | 52          | 24          | 16          | 4           | 4           | 50          | 22          | +28         | Seizièmes de finale  |
| 2003      | 2e          | 16e         | 19          | 30          | 5           | 4           | 21          | 28          | 59          | -31         | Premier tour         |
| 2004      | 3e          | 4e          | 50          | 24          | 15          | 5           | 4           | 62          | 25          | +37         | Seizièmes de finale  |
| 2005      | 3e          | 2e          | 67          | 26          | 21          | 4           | 1           | 57          | 16          | +41         | Seizièmes de finale  |
| 2006      | 2e          | 8e          | 34          | 26          | 10          | 4           | 12          | 47          | 48          | -1          | Premier tour         |
| 2007      | 2e          | 7e          | 39          | 26          | 11          | 6           | 9           | 34          | 38          | -4          | Seizièmes de finale  |
| 2008      | 2e          | 4e          | 48          | 26          | 15          | 3           | 8           | 39          | 25          | +14         | Seizièmes de finale  |
| 2009      | 2e          | 2e          | 51          | 26          | 16          | 3           | 7           | 52          | 31          | +21         | Huitièmes de finale  |
| 2010      | 2e          | 10e         | 35          | 30          | 11          | 2           | 17          | 31          | 48          | -17         | Seizièmes de finale  |
| 2011      | 2e          | 7e          | 45          | 30          | 13          | 6           | 11          | 52          | 38          | +14         | Huitièmes de finale  |
| 2012      | 2e          | 8e          | 34          | 28          | 8           | 10          | 10          | 24          | 45          | -21         | Seizièmes de finale  |
| 2013      | 2e          | 12e         | 39          | 30          | 11          | 6           | 13          | 30          | 41          | -11         | Huitièmes de finale  |
| 2014      | 2e          | 16e         | 20          | 30          | 4           | 8           | 18          | 26          | 62          | -36         | Seizièmes de finale  |
| 2015      | 3e          | 9e          | 38          | 20          | 11          | 5           | 4           | 49          | 19          | +30         | Seizièmes de finale  |
| 2016      | 3e          | 1er         | 60          | 24          | 19          | 3           | 2           | 87          | 40          | -47         | Seizièmes de finale  |
| 2017      | 2e          | 7e          | 43          | 30          | 13          | 4           | 13          | 48          | 48          | 0           | Seizièmes de finale  |
| 2018      | 2e          | 13e         | 25          | 28          | 6           | 7           | 15          | 23          | 49          | -26         | Seizièmes de finale  |
| 2019      | 2e          | 12e         | 21          | 28          | 5           | 6           | 17          | 29          | 49          | -20         | Seizièmes de finale  |
| 2020      | 2e          | 9e          | 27          | 26          | 7           | 6           | 13          | 41          | 52          | -11         | Seizièmes de finale  |
| 2021      | 2e          | 4e          | 56          | 33          | 16          | 8           | 9           | 49          | 39          | +10         | Seizièmes de finale  |
| 2022      | 2e          | 7e          | 36          | 24          | 10          | 6           | 8           | 44          | 35          | +9          | Seizièmes de finale  |
| 2023      | 2e          | 8e          | 43          | 32          | 12          | 7           | 13          | 41          | 49          | -8          | Seizièmes de finale  |
| 2024      | 2e          | 5e          | 66          | 34          | 21          | 3           | 10          | 70          | 43          | +27         | Seizièmes de finale  |